# 3-(ヒドロキシアミノ)フェノールムターゼ
3-(ヒドロキシアミノ)フェノールムターゼ(3-(hydroxyamino)phenol mutase、EC 5.4.4.3)は、以下の化学反応を触媒する酵素である。
3-ヒドロキシアミノフェノール{\displaystyle \rightleftharpoons }アミノヒドロキノン
従って、この酵素の基質は3-ヒドロキシアミノフェノールのみ、生成物はアミノヒドロキノンのみである。
この酵素は異性化酵素、特に水酸基を転移する分子内転移酵素に分類される。系統名は、3-(ヒドロキシアミノ)フェノール ヒドロキシムターゼ(3-(hydroxyamino)phenol hydroxymutase)である。他に、3-hydroxylaminophenol mutase、3HAP mutase等とも呼ばれる。